# Re-Animator
Re-Animator is een Amerikaanse horrorfilm uit 1985 van regisseur Stuart Gordon. Deze baseerde de film op het verhaal Herbert West–Reanimator van H.P. Lovecraft. Behalve op het verhaal legt Re-Animator nadruk op bloederige en zwarte humor. De film geldt vandaag de dag als cultfilm, met name bij fans van acteur Jeffrey Combs.

## Verhaal

### Inleiding
Herbert West (Jeffrey Combs) belandt als excentriekeling op de Miskatonic University voor medische studenten, waar hij meteen in aanvaring komt met docent Carl Hill (David Gale). West heeft zo zijn eigen ideeën over het begrip hersendood, die bij Hill de nodige vraagtekens oproepen. Ze vertonen opvallend veel overeenkomsten met een oud-collega van hem.

### Wests werk
West wordt kamergenoot van Dan Cain (Bruce Abbot), die een relatie heeft met Megan Halsey (Barbara Crampton). In de kelder gaat West aan de gang met zijn theorieën. Wanneer hij beweert een vloeistof te hebben uitgevonden waarmee hij dode hersenen weer aan de praat kan krijgen, dient de ene kans na de andere zich aan om dit te bewijzen. Na het samen met Cain uitgeprobeerd te hebben in het mortuarium, richt het tot leven gebrachte lijk namelijk een bloedbad aan onder mensen die zich binnen wagen. Megan, haar vader (en rector) Alan (Robert Sampson), dokter Hill, ze leggen stuk voor stuk het loodje, waarna West ze met een groen, lichtgevend goedje weer tot 'leven' wekt. Een nadeel blijkt wel dat 'gereanimeerde' mensen (en ook een kat) bij wederopstanding alleen nog uit zijn op bloed en mensenvlees. In de jacht op het groene goedje vult het mortuarium zich langzaam maar zeker met doden, opnieuw tot leven gebrachte mensen, opnieuw gedoden alsook opgesloten mensen. De zijn eigen hoofd inmiddels rondsjouwende Hill begint tegelijkertijd zijn eigen groepje 'gereanimeerden' te kweken.

### Open einde
De film eindigt in een chaos van bloed en agressie, waarbij niet duidelijk wordt gemaakt wie het er hoe vanaf brengt. Het laatste wat de kijker meekrijgt, is een krijs van Megan nadat Cain haar injecteert met Wests vloeistof. Aangezien West in de volgende delen weer opduikt, overleeft hij in ieder geval het eerste deel.

## Rolverdeling
| Acteur           | Personage        |
| ---------------- | ---------------- |
| Jeffrey Combs    | Herbert West     |
| Bruce Abbott     | Dan Cain         |
| Barbara Crampton | Megan Halsey     |
| David Gale       | Dr. Carl Hill    |
| Robert Sampson   | Dean Alan Halsey |
| Al Berry         | Dr. Hans Gruber  |

## Achtergrond

### Productie
Het idee voor Re-Animator kwam voort uit een discussie tussen Stuart Gordon en een vriend over vampierfilms. Stuart vond dat er inmiddels te veel Dracula-films waren en zou graag zien dat er weer eens een Frankenstein-film uitkwam. Hierop raadde zijn vriend hem Lovecraft’s verhaal "Herbert West: Reanimator" aan.
Gordon wilde Lovecraft’s verhaal eerst bewerken tot toneelstuk. Later kwam hij terug op deze beslissing en besloot om, samen met schrijvers Dennis Paoli en William Norris, er een half uur durende pilotaflevering voor een potentiële televisieserie van te maken. Al snel bleek dat deze pilot te duur zou worden indien men het verhaal van de pilot rond dezelfde tijd zou laten spelen als Lovecraft’s originele verhaal; de vroege 20e eeuw. Daarom werd het verhaal geactualiseerd naar de jaren 80. Bovendien bleek een serie met afleveringen van een half uur niet verkoopbaar aan televisiezenders, dus werd de lengte opgerekt naar een uur. De serie zou in totaal 13 afleveringen gaan tellen. Special effects –technicus Bob Greenberg, die eerder al mee had gewerkt aan John Carpenter's Dark Star, drong er bij Gordon op aan dat een horrorfilm mogelijk meer succes zou hebben dan een televisieserie. Hij stelde Gordon voor aan producer Brian Yuzna. Gordon toonde Yuzna het script voor de pilot en de 12 andere afleveringen. Yuzna was onder de indruk en overtuigde Gordon om zijn televisiescript om te zetten naar een filmscript. Bovendien maakte Yuzna voor Gordon een distributiedeal met Charles Band's Empire Pictures.
Yuzna beschreef de film zelf als Evil Dead met de productiewaarden van The Howling". John Naulin verzorgde de make-up van de film. Hij en Gordon raadpleegden een boek over Forensische geneeskunde om de lijken in de film er zo natuurlijk mogelijk uit te laten zien. Volgens Naulin was Re-Animator de bloedigste film waar hij ooit aan gewerkt had. De grootste uitdaging op het gebied van de special effects, was de hoofdloze Dr. Hill zombie. Voor elke scène waarin deze voorkwam moest Tony Doublin een andere techniek gebruiken.

### Uitgave en ontvangst
Re-Animator werd uitgebracht op 18 oktober 1985 in 129 bioscopen. In het openingsweekend bracht de film $543.728 op. In Noord-Amerika betrof de totale opbrengst 2 miljoen dollar; genoeg om het budget van 1 miljoen dollar te compenseren.
De film werd goed ontvangen door critici. Op Rotten Tomatoes scoort de film 92% aan goede beoordelingen. Roger Ebert gaf de film drie uit vier sterren. De film staat op de 32e plaats van Entertainment Weekly ‘s "The Top 50 Cult Films", en 14e op hun "The Cult 25: The Essential Left-Field Movie Hits Since '83".

### Vervolgen
Re-Animator kreeg 2 vervolgfilms, waarin Combs wederom Herbert West speelt.
- Bride of Re-Animator (1990)
- Beyond Re-Animator (2003)

Een derde vervolg getiteld House of Re-Animator stond gepland voor 2010, maar is tot op heden niet van de grond gekomen.

## Prijzen en nominaties
In 1985 won Re-Animator de Caixa de Catalunya voor beste film op het Sitges - Catalonian International Film Festival
In 1986 won de film de prijzen voor “beste film” en “beste effecten” op het Fantafestival, en kreeg een speciale vermelding tijdens het Avoriaz Fantastic Film Festival.
Verder werd Re-Animator in 1986 genomineerd voor 2 Saturn Awards: beste horrorfilm en beste make-up.